# Attila Tököli
Attila Tököli (Pécs, 14 maggio 1976) è un ex calciatore ungherese, di ruolo attaccante.

## Palmarès

### Club
- Campionato ungherese: 2

Dunaújváros: 1999-2000
Ferencváros: 2003-2004

### Individuale
- Capocannoniere del campionato ungherese: 2

1999-2000 (22 gol), 2001-2002 (28 gol)